# 林正峰 (台灣)
林正峰（1949年12月1日—2025年1月8日），中國國民黨籍桃園市政治人物，先後擔任桃園縣龜山鄉代、桃園縣議員、桃園縣龜山鄉鄉長，後高票當選立委，但2008年黨內初選敗給陳根德而轉戰國民黨不分區立委第27名，唯當年僅當選20席，連任失利。2014年回鍋當選桃園市議員並連任兩屆市議員。

## 經歷
- 桃園航勤公司董事長
- 財團法人壽山巖觀音寺董事長
- 龜山鄉農會代表
- 龜山鄉民代表
- 桃園縣議員
- 龜山鄉長
- 立法院，第六屆立法委員
- 中華民國田徑協會理事長
- 財團法人桃園縣寺廟團體公益慈善基金會董事長
- 武陵中學校友會長
- 桃園縣體育會理事長
- 台灣省林姓宗親會副理事長

## 外部連結
- 立法院 （页面存档备份，存于）